# Bruno H. Bürgel

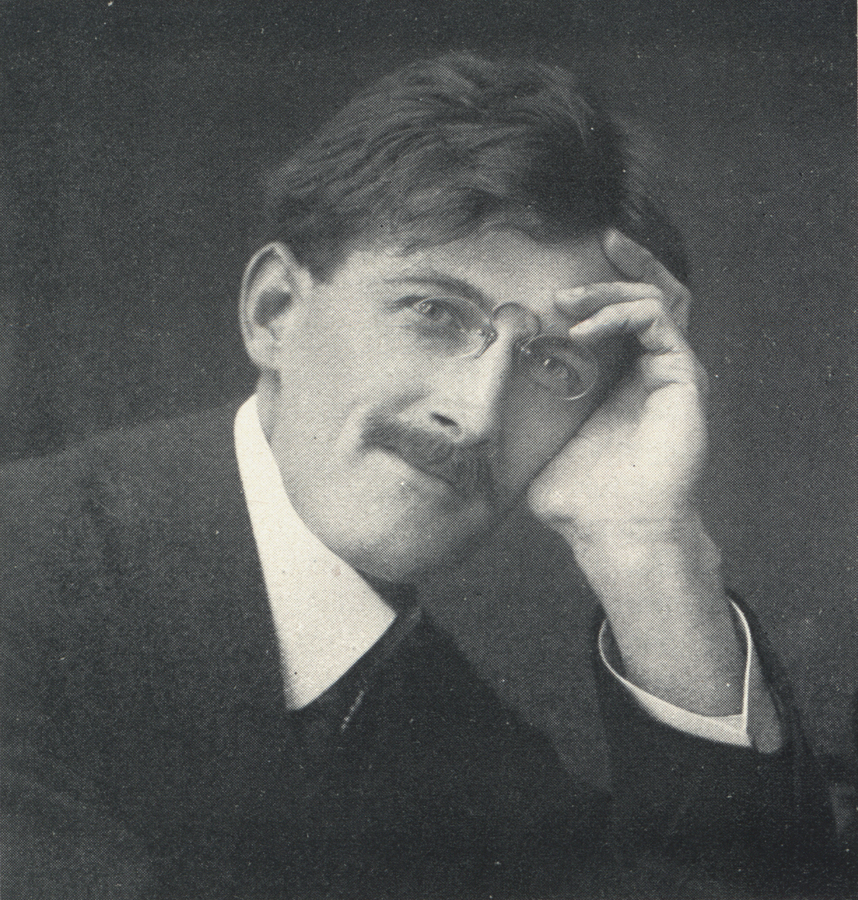
Bruno H. Bürgel, ca. 1912

Bruno Hans Bürgel (* 14. November 1875 in Berlin; † 8. Juli 1948 in Potsdam-Babelsberg) war ein deutscher Schriftsteller und Wissenschaftspublizist, dessen Verdienste vor allem in der Verbreitung astronomischer Kenntnisse liegen.

## Leben
Die Mutter Bruno H. Bürgels, die Näherin Luise Emilie Sommer, starb bereits 1884. Da sich sein Vater, der Archäologe Adolf Trendelenburg, nicht zu seinem Sohn bekennen wollte, wurde das Kind von dem Schuhmacher Gustav Bürgel und dessen Frau adoptiert. Ab 1886 lebten die Bürgels in Weißensee bei Berlin. 1889 begann Bürgel eine Schuhmacherlehre in der Werkstatt seines Adoptiv-Vaters. Er wurde dann aber Steindrucker und später Fabrikarbeiter. 1895 verlor er seinen Arbeitsplatz.
Trotz wirtschaftlicher Not erarbeitete sich Bürgel ein umfangreiches naturwissenschaftliches Wissen. Sein besonderes Interesse galt der Astronomie. So gelang es ihm, eine Stelle als Beobachter an der Urania-Sternwarte zu erhalten, deren Direktor damals der bekannte Astronom Max Wilhelm Meyer war. Auch hier vervollständigte Bürgel seine Kenntnisse.
Ein erster Artikel in einer russischen Zeitschrift, ein weiterer im Vorwärts, wo Wilhelm Liebknecht Redakteur war, zeigten bald das schriftstellerische Talent Bruno H. Bürgels. 1899 wurde Bürgel freiberuflicher Schriftsteller. In den Jahren 1903 und 1904 konnte Bürgel auf Empfehlung Wilhelm Foersters Vorlesungen an der Berliner Universität besuchen. Gleichzeitig war er Mitarbeiter verschiedener Verlage. Sein erstes Buch: Aus fernen Welten erschien 1910 und wurde ein großer Erfolg.
Den Ersten Weltkrieg verbrachte Bürgel als Melder an der Westfront. Im Jahr 1919 erschien sein zweites wichtiges Buch: Vom Arbeiter zum Astronomen. Bürgel war als Sozialist gegen den von der Oktoberrevolution in Russland ausgehenden Terror und befürchtete dessen Übergreifen auf Deutschland.
In den folgenden Jahren erreichte die Popularität Bürgels ihren Höhepunkt. Dabei dehnte er seinen Arbeitsbereich von der Astronomie auf andere Naturwissenschaften, aber auch auf Philosophie, Geschichte und Pädagogik aus. Sein Märchen vom Doktor Ulebuhle, einem kauzigen alten Gelehrten, dessen Haus mit geheimnisvollen Gegenständen eingerichtet ist, war in den 1920er Jahren ein großer Erfolg. Neben vielen Büchern verfasste er Artikel für verschiedene Zeitschriften, hielt Vorträge und sprach im damals aufkommenden Rundfunk. Seine Arbeit fiel auf fruchtbaren Boden. Wie andere Wissenschaftler dieser Zeit sprach er auf Veranstaltungen der damals beliebten Arbeiterbildungsvereine, wo er sich als Sozialdemokrat zuhause fühlte. Er war mit vielen bedeutenden Persönlichkeiten bekannt. Eng befreundet war er zum Beispiel mit dem Schriftsteller Ehm Welk, der ihm zu einigen seiner Bücher Anregungen gab.
In der Zeit des Nationalsozialismus wurden einige seiner Publikationen Opfer der Zensur. Mit dem Einmarsch der Roten Armee 1945 befürchtete Bürgel wie viele Deutsche die Rache der Sieger. Der von der sowjetischen Militäradministration umgehend angeordnete Schutz seiner Person und seines Eigentums vermittelten ihm die Hoffnung auf eine bessere Zukunft. Er setzte nach dem Zweiten Weltkrieg seine Tätigkeit als Wissenschaftspublizist fort und war Mitbegründer des Kulturbundes. Eine Professur an der Humboldt-Universität zu Berlin, die ihm angeboten wurde, lehnte er ab. Er war bis zu seinem Tode im Jahr 1948 publizistisch aktiv.

## Gedenkstätte und Nachlass

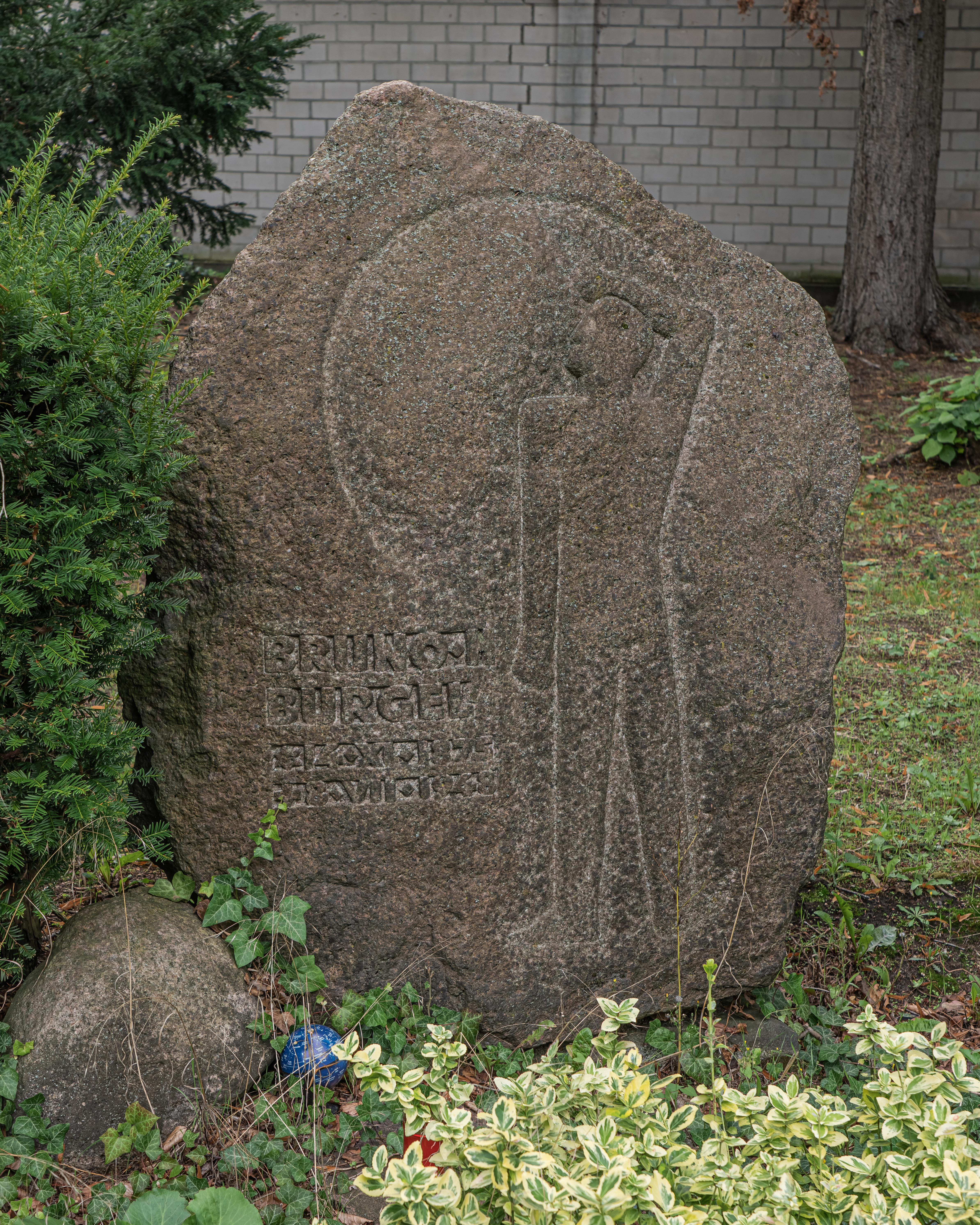
Grab von Bruno Bürgel auf dem Friedhof Goethestraße in Potsdam

Zum URANIA-Planetarium Potsdam gehört seit 1970 die Bruno-H.-Bürgel-Gedenkstätte. Sie entstand 1955 in Potsdam-Babelsberg, kam 1970 zum Astronomischen Zentrum „Bruno H. Bürgel“ im Neuen Garten, das sich seit der Übernahme durch den URANIA-Verein „Wilhelm Foerster“ Potsdam e. V. 2001 URANIA-Planetarium mit Bruno-H.-Bürgel-Gedenkstätte nennt und seit 2007 im Holländischen Viertel Potsdam, Gutenbergstraße 71/72 zu finden ist. Zur Gedenkstätte gehören Ausstellung und Archiv.
Der frühere Leiter des Planetariums (1973–1988) Arnold Zenkert machte sich als Bürgel-Spezialist um die Erhaltung und Aufarbeitung des Nachlasses verdient. Zum Nachlass gehören das Arbeitszimmer Bürgels mit der Bibliothek (1820 Bände), darunter Ausgaben seiner Werke in Englisch, Niederländisch, Spanisch, Tschechisch, Russisch und Bulgarisch, weiterhin Dokumente, Manuskripte, Fotos, Illustrationen, Zeichnungen, Karikaturen, Urkunden, über 3300 Schreiben und 200 Fotos, 2425 Beiträge für Zeitschriften und Zeitungen, astronomische Beobachtungsinstrumente Bürgels und anderes. Eine Schenkung im Januar 1988 durch Charlotte Rüfers, geb. Endemann, aus Singen vergrößerte den Bestand beträchtlich.
Der Nachlass wird in mehreren Veröffentlichungen beschrieben.

## Werke

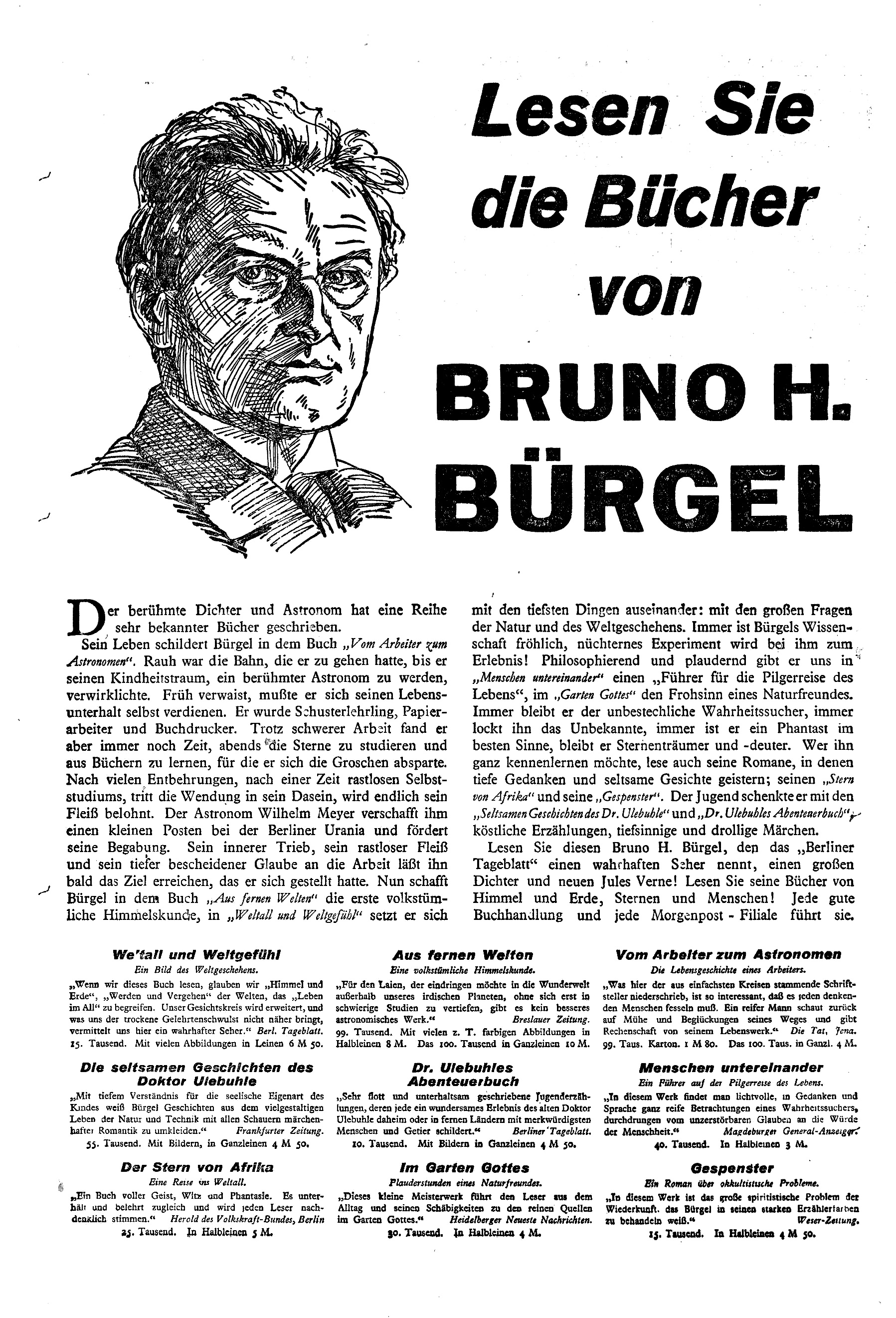
Verkaufsanzeige für Schriften von Bruno H. Bürgel in der Berliner Morgenpost vom 14. Sep. 1930

- Himmelskunde. Bibliothek des allgemeinen und praktischen Wissens, Berlin 1907
- Der Komet Halley. Berlin 1910
- Vom Arbeiter zum Astronomen – Die Lebensgeschichte eines Arbeiters. Ullstein Verlag. Berlin 1919, DNB 572557906
- Aus fernen Welten – Eine volkstümliche Himmelskunde. Ullstein, Berlin 1920, DNB 572557981
- Die seltsamen Geschichten des Doktor Ulebuhle – Ein Jugend- und Volksbuch. Ullstein, Berlin 1920, DNB 572557752
- Du und das Weltall. Dürr & Weber, Berlin 1920, DNB 578995727
- Der „Stern von Afrika“ : Eine Reise ins Weltall. Ullstein, Berlin 1921, DNB 57255785X
- Gespenster – Ein spiritistischer Roman. Ullstein, Berlin 1921, DNB 572803761
- Menschen untereinander – Ein Führer auf der Pilgerreise des Lebens. Ullstein, Berlin 1922, DNB 57280377X
- Die Zeit ohne Seele – Ethik im Alltag. Dürr & Weber, Leipzig 1922, DNB 578995786
- Im Garten Gottes – Wandertage und Plauderstunden eines Naturfreundes. Ullstein, Berlin 1922, DNB 572803753
- Weltall und Weltgefühl. Ullstein, Berlin 1925, DNB 57280380X
- Die Weltanschauung des modernen Menschen. Ullstein, Berlin 1932, DNB 572557949 (spätere Auflagen unter dem Titel: Das Weltbild des modernen Menschen)
- Die kleinen Freuden – Ein besinnliches Buch vom Glück im Alltag. Ullstein, Berlin 1934, DNB 572557698
- Sterne über den Gassen. Ullstein, Berlin 1936, DNB 572557892
- Das Weltbild des modernen Menschen – Das All, Die Erde, Der Mensch, Der Sinn des Lebens. Ullstein, Berlin 1937, DNB 572557957
- Hundert Tage Sonnenschein – Ein Buch vom Sonntag und Alltag des Lebens. Deutscher Verlag, Berlin 1940, DNB 572557825
- Vom täglichen Ärger – Ein Lesebuch für Zornige, Eilige, Huschelpeter und lächelnde Philosophen. Reclam-Verlag, Leipzig 1941, DNB 578995700
- Saat und Ernte – Betrachtungen über Leben und Tod. Deutscher Verlag, Berlin 1942, DNB 572557817 (spätere Auflagen unter dem Titel: Anfang und Ende – Das Buch vom Leben und vom Tode. Aufbau-Verlag Berlin 1947)
- Der Weg der Menschheit. Morgner, Halle 1946, DNB 572557930
- Der Mensch und die Sterne. Aufbau-Verlag, Berlin 1946, DNB 450687155
- Die Fackelträger – Ein der jungen Generation gewidmetes Buch vom Aufstieg und Fortschritt der Menschheit. Hammer-Verlag, Berlin 1947, DNB 952249642
- Pilgerreise durch das liebe Leben : Eine Auswahl aus seinen Büchern. Deutscher Verlag, Berlin 1948, DNB 450686949

## Ehrungen

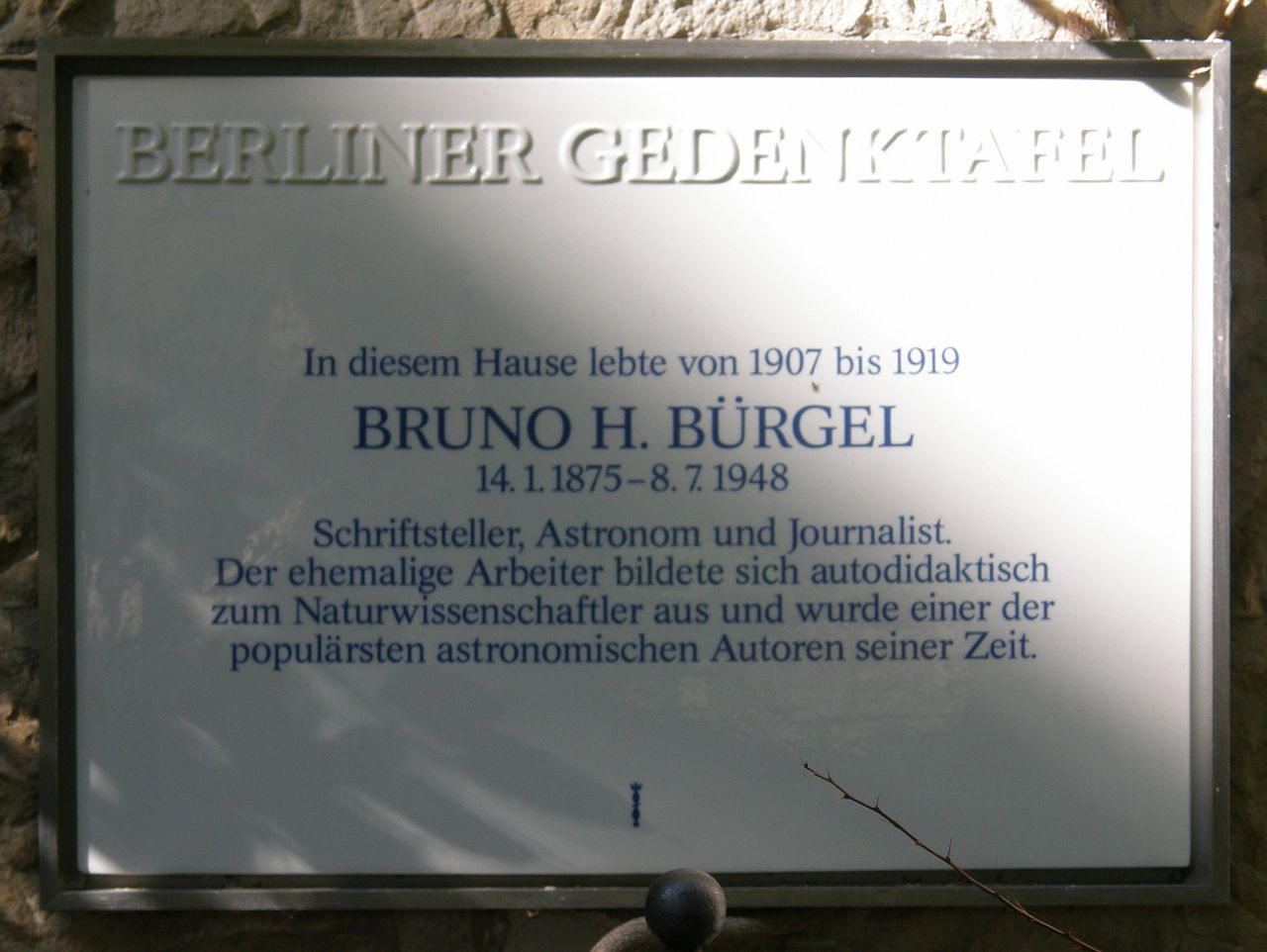
Gedenktafel in Berlin-Zehlendorf, Beerenstraße 39

- Zum 80. Geburtstag Bürgels im November 1955 erfolgte die Eröffnung der Bürgel-Gedenkstätte in Potsdam-Babelsberg im Haus Merkurstraße 10, wo Bürgel 1927 bis 1948 gelebt hatte. Heute (2020) gehört sie neu konzipiert und gestaltet zum URANIA-Planetarium Potsdam.
- Im Vorraum des URANIA-Planetariums Potsdam steht eine Büste Bürgels.
- Im Jahr 1999 wurde der Asteroid (10100) Bürgel nach ihm benannt.
- Die Volkssternwarten Bruno-H.-Bürgel-Sternwarte in Berlin, die  Sternwarte „Bruno-H.-Bürgel“ in Sohland/Spree und die Sternwarte in Hartha wurden nach ihm benannt.
- Verschiedene Schulen wie in Berlin-Lichtenrade, Eberswalde, Potsdam,[9] Rathenow und Schöneiche bei Berlin[10] wurden nach Bürgel benannt.
- Verschiedene Straßen in mehreren Städten wie in Berlin-Niederschöneweide, Bremen, Frankfurt (Oder), Leipzig, Potsdam, Stralsund, Strausberg und Teltow wurden nach ihm benannt.
- Ein Preis, den die Astronomische Gesellschaft (AG) verleiht, heißt Bruno-H.-Bürgel-Preis. Dieser wird für hervorragende populäre Darstellungen neuerer astronomischer Ergebnisse verliehen.
- An Bürgels ehemaligem Wohnhaus in Berlin-Zehlendorf wurde eine Berliner Gedenktafel angebracht.
- Die Sternwarte auf dem Dach des Georgius-Agricola-Gymnasium in Chemnitz heißt zu seinen Ehren „Bruno H. Bürgel Sternwarte“.[11]

## Zitate
„Das Genie ist ja seiner Zeit immer weit voraus, wird daher niemals von der Masse seiner Mitlebenden verstanden werden. Später, nach hundert Jahren werden dann den Gekreuzigten, Verbrannten und Verbannten Standbilder errichtet und kümmerliche Bierbäuche halten davor an Jubiläumstagen Festreden.“

„Die Leidenschaft des Reisens ist das weiseste Laster, welches die Erde kennt.“

„Es kommt nicht auf die Zahl der Tage an, die man auf Erden wandelt, sondern auf deren Inhalt. Leben heißt eigentlich erleben.“

„Lernt kosmisch denken, erfüllt von der Größe des Alls, und die fernen Sterne werden euch nahe sein!“

„Und wäre der Mensch im praktischen Denken noch so weit vorgeschritten, er wäre seiner Kultur unwürdig, wenn er nichts über die Rätsel zu sagen wüsste, die ihm allabendlich das gestirnte Firmament aufgibt. Wer nie seine Augen zum Sternhimmel richtete, sei es aus Bewunderung oder aus Wissbegier, dem fehlt ein wichtiges Glied in der Kette, die ihn mit seiner Umwelt verbindet.“

„Wer die Abenteuerlichkeit des Reisens ins Blut bekommt, wird diese Abenteuerlichkeit nicht wieder los.“

„Drei Dinge waren es vor allem, die mir auffielen, die mir immer wieder Anlass zum Nachdenken gaben:
Die Menschen waren in ihren Erkenntnissen viel weiter voran als in der Auswirkung dieser Erkenntnisse in der Praxis des täglichen Lebens!
Nicht der Klügste regierte, sondern der Reichste!
Zwischen Wissen und Herzensbildung bestand selten ein Zusammenhang. Gelehrte Leute waren oft unvornehme Leute! Man kann von ungebildeten Gelehrten sprechen!“
„Die Herren in Salon haben seit jeher unterschätzt, was die Diener in der Gesindestube denken.“